# Svalbarðseyri
Svalbarðseyri é uma localidade na Islândia. Em 2018 tinha uma população de cerca de 337 habitantes.